# Raam Shetty
Pour les articles homonymes, voir Shetty.
Raam Shetty est un réalisateur, un chorégraphe de combat et un cascadeur indien.

## Filmographie sélective
- Yehi Hai Zindagi (2005)
- AK 47 (2004)
- Army (1996)
- Gaddaar (1995)